# Keith Joseph
Keith Sinjohn Joseph (17 janvier 1918 – 10 décembre 1994), baron Joseph, connu durant la majorité de sa vie publique comme Keith Joseph, 2e baronnet, est un parlementaire britannique. Il est ministre sous trois gouvernements (Harold Macmillan, Edward Heath et Margaret Thatcher) dans les années 1970 et 1980. Il est considéré comme l'éminence grise de l'élaboration du thatchérisme : il voulait « renverser la tendance collectiviste », à rebours des politiques keynésiennes mises en œuvre après la guerre lors de la reconstruction.

## Biographie
Il crée en 1974 le Centre for Policy Studies, think tank libéral auquel se joint Margaret Thatcher. Il exerce une influence importante sur les idées politiques de cette dernière, comme elle le reconnut dans ses Mémoires en 1995.
Son apport principal est l'application du monétarisme à la politique économique britannique.
Chef de sa mouvance, il compromet, à Birmingham, ses chances d'accéder au pouvoir lors du discours du 17 octobre 1974 sur la régulation des naissances dans les familles défavorisés ; il est accusé d'avoir tenu des propos eugénistes, d'inspiration spencériste. À la suite des attaques de la presse, Keith Joseph abandonne. Margaret Thatcher se lance et prend alors sa suite, obtenant une victoire inattendue contre Edward Heath.

## Accusations de crimes sexuels
En juillet 2014, Joseph a été identifié par l'ancien militant Anthony Gilberthorpe comme figurant parmi un certain nombre de responsables politiques de premier plan du Parti conservateur qu'il avait vus avoir des rapports sexuels avec des garçons lors d'ébats sous cocaïne, dans des chambres privées à des conférences en bord de mer. Gilberthorpe a affirmé avoir remis un dossier de 40 pages à Margaret Thatcher, en 1989, détaillant les ministres du gouvernement qui prirent part à ces orgies mais dit que cela lui avait été déconseillé par un fonctionnaire haut placé,.
Ces accusations ont été suivies d'un article dans la revue satirique britannique Private Eye, rappelant le palmarès de M. Gilberthorpe en matière de dénonciations fantaisistes.